# Denis Ambroziak
Denis Ambroziak (ur. 26 listopada 1991) — polski kajakarz, złoty medalista mistrzostw świata.
W 2011 zdobył brązowy medal mistrzostw świata w Segedynie w konkurencji K2 (razem z Dawidem Putto) na nieolimpijskim dystansie 500 m.
Na Uniwersjadzie w Kazaniu (2013) zdobył brązowy medal (K-4 200 m) razem z Sebastianem Szypułą, Bartoszem Stabno i Dawidem Putto. W tym samym roku został także mistrzem świata w konkurencji K-1 200 metrów x 4 (z Piotrem Siemionowskim, Sebastianem Szypułą i Dawidem Putto)
Jest zawodnikiem KSC Olsztyn.